# 10 000 meter för herrar i friidrott vid olympiska sommarspelen 2004

## Medaljörer
| Gren         | Guld                     | Guld          | Silver                  | Silver   | Brons                    | Brons    |
| 10 000 meter | Kenenisa Bekele Etiopien | 27.05,10 0OR0 | Sileshi Sihine Etiopien | 27.09,39 | Zersenay Tadesse Eritrea | 27.22,57 |

## Resultat

### Final
| Placering | Idrottare                       | Tid      | Not. |
| --------- | ------------------------------- | -------- | ---- |
|           | Kenenisa Bekele (ETH)           | 27.05,10 | 0OR0 |
|           | Sileshi Sihine (ETH)            | 27.09,39 |      |
|           | Zersenay Tadesse (ERI)          | 27.22,57 | 0NR0 |
| 4         | Boniface Kiprop Toroitich (UGA) | 27.25,48 | 0SB0 |
| 5         | Haile Gebrselassie (ETH)        | 27.27,70 |      |
| 6         | John Cheruiyot Korir (KEN)      | 27.41,91 | 0SB0 |
| 7         | Moses Mosop (KEN)               | 27.46,61 |      |
| 8         | Ismaïl Sghyr (FRA)              | 27.57,09 |      |
| 9         | José Manuel Martínez (ESP)      | 27.57,61 |      |
| 10        | Fabiano Joseph Naasi (TAN)      | 28.01,94 | 0SB0 |
| 11        | Wilson Busienei (UGA)           | 28.10,75 |      |
| 12        | Dan Browne (USA)                | 28.14,53 |      |
| 13        | Charles Kamathi (KEN)           | 28.17,08 |      |
| 14        | Kamiel Maase (NED)              | 28.23,39 |      |
| 15        | Abdihakem Abdirahman (USA)      | 28.26,26 |      |
| 16        | Yonas Kifle (ERI)               | 28.29,87 |      |
| 17        | Dieudonne Disi (RWA)            | 28.43,19 |      |
| 18        | Mohammed Amyne (MAR)            | 28.55,96 |      |
| 19        | Ryuji Ono (JPN)                 | 29.06,50 |      |
| 20        | Teodoro Vega (MEX)              | 29.06,55 |      |
| 21        | David Galván (MEX)              | 29.38,05 |      |
| —         | John Henwood (NZL)              | 0DNF0    |      |
| —         | John Yuda Msuri (TAN)           | 0DNF0    |      |
| —         | Dathan Ritzenhein (USA)         | 0DNF0    |      |

## Rekord

### Världsrekord
Kenenisa Bekele Etiopien 27:05,10

### Olympiskt rekord
- Kenenisa Bekele, Etiopien - 27.05,10 - 20 augusti 2004 - Aten, Grekland

## Tidigare vinnare

### OS
- 1906 i Aten: Henry Hawtrey, Storbritannien (5 miles=8 046 m)
- 1908 i London: Emilio Voigt, Storbritannien (5 miles)
- 1912 i Stockholm: Hannes Kolehmainen, Finland – 31.20,8
- 1920 i Antwerpen: Paavo Nurmi, Finland – 31.45,8
- 1924 i Paris: Ville Ritola, Finland – 30.23,2
- 1928 i Amsterdam: Paavo Nurmi, Finland – 30.18,8
- 1932 i Los Angeles: Janusz Kusocinski, Polen – 30.11,4
- 1936 i Berlin: Ilmari Salminen, Finland – 30.15,4
- 1948 i London: Emil Zatopek, Tjeckoslovakien – 29.59,6
- 1952 i Helsingfors: Emil Zatopek, Tjeckoslovakien – 29.17,0
- 1956 i Melbourne: Vladimir Kuts, Sovjetunionen – 28.45,6
- 1960 i Rom: Pjotr Bolotnikov, Sovjetunionen – 28.32,2
- 1964 i Tokyo: Bill Mills, USA - 28.24,4
- 1968 i Mexico City: Naftali Temu, Kenya – 29.27,4
- 1972 i München: Lasse Virén, Finland – 27.38,4
- 1976 i Montréal: Lasse Virén, Finland – 27.40,38
- 1980 i Moskva: Muruse Yefter, Etiopien – 27.42,69
- 1984 i Los Angeles: Alberto Cova, Italien – 27.47,54
- 1988 i Seoul: Brahim Boutaib, Marocko – 27.21,46
- 1992 i Barcelona: Khalid Skah, Marocko – 27.46,70
- 1996 i Atlanta: Haile Gebrselassie, Etiopien – 27.07,34
- 2000 i Sydney: Haile Gebrselassie, Etiopien – 27.18,20

### VM
- 1983 i Helsingfors: Alberto Cova, Italien – 28.01,04
- 1987 i Rom: Paul Kipkoech, Kenya – 27.38,63
- 1991 i Tokyo: Moses Tanui, Kenya – 27.38,74
- 1993 i Stuttgart: Haile Gebrselassie, Etiopien – 27.46,02
- 1995 i Göteborg: Haile Gebrselassie, Etiopien – 27.12,95
- 1997 i Aten: Haile Gebrselassie, Etiopien – 27.24,58
- 1999 i Sevilla: Haile Gebrselassie, Etiopien – 27.57,27
- 2001 i Edmonton: Charles Kamathi, Kenya – 27.53,25
- 2003 i Paris: Kenenisa Bekele, Etiopien – 26.49,57